# Giuseppe La Farina
Ne doit pas être confondu avec Giuseppe Farina.
Pour les articles homonymes, voir Farina.
Giuseppe La Farina (né à Messine le 20 juillet 1815, mort à Turin le 5 septembre 1863) est un patriote et un écrivain italien.

## Biographie
Giuseppe La Farina est un écrivain et un historien, il collabore à la Effemeridi Letterarie Messinesi. Il fonde et il est le rédacteur de nombreux journaux ainsi que l'auteur de nombreuses œuvres historiques et politiques (Studi sul secolo XIII; L’Italia dai tempi antichi fino ai nostri giorni), de géographie (L’Italia nei suoi monumenti; Messina e i suoi monumenti) et littéraires (Studi sopra alcuni canti della Divina Commedia).
En 1848 il conduit la Légion Universitaire de la Sicile contre les Bourbons et il devient député de Messine au parlement sicilien de 1848 à 1849 ayant une fonction de diplomate avec Emerico Amari afin d'offrir la couronne sicilienne au Duc de Gênes. En Vénétie, il affronte les Autrichiens en 1849 comme conseiller du roi de Sardaigne. 
Il émigre d'abord en France et vers la fin de 1856, avec Daniele Manin et Giorgio Pallavicino Trivulzio, il fonde la Società nazionale italiana, une association ayant pour rôle d'orienter l'opinion publique vers la politique du royaume de Sardaigne de Cavour. La Farina prend une part active dans les annexions du royaume de Savoie et favorise l'expédition des Mille en Sicile. 
Il est élu député au premier parlement italien en 1860 et il est nommé conseiller d’État puis Ministre de l'instruction, des travaux publics, de l'intérieur et de la guerre.
Il représente Cavour quelques mois en Sicile en 1860, pour mobiliser le peuple en faveur du oui au plébiscite d'annexion au royaume. Il organise une manifestation au cri de « Vive Garibaldi, à bas Crispi ! », ce qui lui vaut d'être expulsé par Garibaldi le 7 juillet. Il est cité parmi les responsables possibles de l'assassinat jamais élucidé de 13 Palermitains en octobre 1862.
Il meurt le 5 septembre 1863 et est enterré à Turin. Ses cendres sont transférées à Messine en 1872 à l'occasion de l'inauguration du cimetière monumental de Messine (Gran Camposanto).
À Florence, sur la face nord du cloître de la basilique de Santa Croce, un monument lui est dédié qui comprend l'inscription suivante : « À Giuseppe La Farina - de Messine - Il aima le vrai, les hommes, la patrie - il souffrit des douleurs de l'exil - Il opéra avec une foi constante aux sorts de la nouvelle Italie combattant avec ses bras et son intelligence - soldat poète historique soutien de l'italique gloire, il meurt le 5 septembre 1863 à 47 ans ».
À Messine, une école a été créée en son honneur : le Liceo Ginnasio Statale G. La Farina.

## Ses œuvres
- Messina e i suoi monumenti - vers 1839 ;
- La Svizzera storica ed artistica ;
- L'Italia nei suoi monumenti, ricordanze e costumi - 1842 ;
- Studi storici del sec. XIII - 1842 ;
- Storia d'Italia narrata dal popolo italiano - 1846.